# 2019–2020-as magyar női vízilabda-bajnokság
A 2019–2020-as magyar női vízilabda-bajnokság a legrangosabb és legmagasabb szintű női vízilabdaverseny Magyarországon. A pontversenyt 37. alkalommal a Magyar Vízilabda-szövetség írta ki és 10 csapat részvételével bonyolította le. A bajnokság szeptember 28-án indult. A címvédő az UVSE volt. A Magyar Vízilabda-szövetség elnöksége a járványhelyzet miatt március 13-tól minden mérkőzést elhalasztott, majd május 11-én törölte a teljes szezont.

## Alapszakasz állása
| #   | Csapat                          | M  | GY | D | V  | G+ – G– | GK   | P  | Megjegyzések |
| --- | ------------------------------- | -- | -- | - | -- | ------- | ---- | -- | ------------ |
| 1.  | UVSE-Tungsram-Hunguest HotelsCV | 13 | 12 | 1 | 0  | 251–75  | +176 | 37 |              |
| 2.  | FTC Telekom Waterpolo           | 14 | 11 | 2 | 1  | 204–114 | +90  | 35 |              |
| 3.  | BVSC-Zugló Daipolo              | 14 | 10 | 2 | 2  | 196–107 | +89  | 32 |              |
| 4.  | Dunaújvárosi Főiskola VE        | 11 | 10 | 0 | 1  | 157–80  | +77  | 30 |              |
| 5.  | ZF-Eger                         | 12 | 6  | 1 | 5  | 141–116 | +25  | 19 |              |
| 6.  | III. kerületi TVE               | 14 | 5  | 1 | 8  | 148–181 | −33  | 16 |              |
| 7.  | Szeged SZTE                     | 14 | 4  | 1 | 9  | 137–184 | −47  | 13 |              |
| 8.  | Hungerit Szentes                | 13 | 3  | 0 | 10 | 113–170 | −57  | 9  |              |
| 9.  | Tatabánya                       | 14 | 1  | 0 | 13 | 85–206  | −121 | 3  |              |
| 10. | Bp. Honvéd                      | 13 | 0  | 0 | 13 | 89–288  | −199 | 0  |              |

Forrás: [forrás?] 
A rangsorolás alapszabályai: 1. összpontszám, 2. egymás elleni mérkőzések pontkülönbsége, 3. egymás elleni mérkőzések gólkülönbsége, 4. gólkülönbség, 5. szerzett gólok száma, 6. sorsolás.
(B): Bajnokcsapat, (K): Kieső csapat, (F): Feljutó csapat, (I): Kupainduló, (R): A rájátszás győztese, (KGY): Kupagyőztes